# Bornel (Bornel)
Bornel ist eine ehemalige französische Gemeinde mit 3525 Einwohnern (Stand: 1. Januar 2020) im Département Oise in der Region Hauts-de-France. Sie gehörte zum Arrondissement Beauvais. Die Bewohner werden Bornellois und Bornelloises genannt.
Der Erlass des Präfekten vom 25. September 2015 legte mit Wirkung zum 1. Januar 2016 die Eingliederung von Bornel zusammen mit den früheren Gemeinden Anserville und Fosseuse zur neuen, gleichnamigen Commune nouvelle Bornel fest. Der Ortsteil Bornel besitzt keinen Status einer Commune déléguée.

## Geografie
Bornel liegt am südlichen Rand des Départements an der Grenze zum benachbarten Département Val-d’Oise, etwa 27 Kilometer südsüdöstlich von Beauvais. Der Ort befindet sich in der Région naturelle Pays de Thelle in der Picardie. Zum Ort gehören die Weiler Courcelles, Montagny-la-Poterie, le Ménillet und Hamecourt.
Umgeben wird Bornel von den Nachbargemeinden und den Communes déléguées:
| Fosseuse (Commune déléguée) | Anserville (Commune déléguée)                  | Puiseux-le-Hauberger |
| Amblainville                | Kompassrose, die auf Nachbargemeinden zeigt    | Fresnoy-en-Thelle    |
| Arronville (Val-d’Oise)     | Frouville (Val-d’Oise) Hédouville (Val-d’Oise) | Belle-Église         |

## Geschichte
Etymologisch leitet sich der Wortstamm von Bornel vom lateinischen „borda“, der Bretterhütte, ab, wahrscheinlich wiederum vom germanische „bort“, dem kleinen Bauernhof. Von den aufeinanderfolgenden Bezeichnungen sind „Borderonnello“ (775, Urkunde Karls des Großen), „Boornel“ oder „Boornellum“ (1069 und 1195, Kopialbücher der Abtei Saint Martin in Pontoise), „Bornellum“ (1280, Douet d’Arcq, Forschung über die Grafschaft Beaumont), und „Bornelle“ (1786, Verwalterplan) überliefert.
Die Region Bornel ist seit mehreren Jahrhunderten besiedelt. Jüngste Arbeiten an der Autobahn A16 haben Siedlungen (Fond de Lannois) und Feuerstein-Schlagwerkstätten freigelegt.
Später besiedelte der belgische Stamm der Bellovaker die Region bis zum Carnelle-Wald, am Rande des Gebiets siedelten außerdem drei keltische Stämme, die Parisier, die Sylvanecter und die Veliocasses.
Am 16. März 1962 legte ein Unternehmen mit einem Bagger zwei Sarkophage frei. Am Fuß eines der Skelette wurde eine Ritualvase beigelegt, die eine Datierung in der Merowingerzeit ermöglichte. Sie sind jetzt in der Kirche ausgestellt.
Die erste Erwähnung von Bornello ist die Bestätigung des Besitzes des Lehens von Bornel an der königlichen Abtei von Saint Denis durch Pippin den Jüngeren, Hausmeier im Jahr 751: „in pago cambiencence loco qui dicter Bornello“ (im Land von Chambly ein Ort namens Bornel).
Im Jahr 1102 kam es zu einem Feudalkrieg zwischen Mathieu, Graf von Beaumont, und dem König von Frankreich, der seinen Sohn, den späteren Ludwig VI., schickte. Letzterer belagerte Mathieu und seine Truppen, die in der Burg von Chambly Zuflucht gesucht hatten. Eines Nachts bricht ein heftiger Sturm aus. Die Zelte brennen. Die Belagerer werden in die Flucht geschlagen. Ludwig verlor fast seine gesamte Armee in der Region Chambly-Belle Église-Bornel.
Dann kam es zum Hundertjährigen Krieg. Aus dieser Zeit sind noch die Orte Bois des Anglais, Fond de Morpu und Vallée de Mort d’Hommes erhalten.
Von 1331 bis 1791 blieb die Bevölkerungszahl von Bornel ungefähr gleich: 147 Haushalte oder rund 500 Einwohner. Bis zur Mitte des 19. Jahrhunderts war Bornel im Wesentlichen ländlich geprägt (Getreide, Weinbau und Viehzucht), aber es gab bis zu sechs Wassermühlen. Zu Beginn des 17. Jahrhunderts gab es bereits eine Weizenmühle unter der Leitung von Jean Raflé und eine Ölmühle unter der Leitung von François De Corbye.
Wie viele andere Dörfer blieb auch Bornel nicht von der Englischen Schweißkrankheit verschont, einer in feuchten Tälern endemischen Krankheit. Im Jahr 1747 wütete eine schwere Epidemie. Während der durchschnittliche Todesfall bei Erwachsenen sechs pro Jahr betrug, gab es im Jahr 1747 22 Todesfälle sowie 17 Todesfälle bei Kindern.
Die Industrialisierung von Bornel führte zu einem raschen Bevölkerungswachstum, das von 582 Einwohnern im Jahr 1831 auf 944 im Jahr 1882 anstieg. Die Eisenbahnlinie Persan-Méru wurde am 1. Juli 1875 eingeweiht. Fabriken wurden gegründet: die Louyot-Fabrik auf dem Gelände von Halphen im Jahr 1888 und die Vermand-Fabrik im Jahr 1894.

## Bevölkerungsentwicklung
| Bornel: Einwohnerzahlen von 1793 bis 2020                                                                                  | Bornel: Einwohnerzahlen von 1793 bis 2020 | Bornel: Einwohnerzahlen von 1793 bis 2020 | Bornel: Einwohnerzahlen von 1793 bis 2020 | Bornel: Einwohnerzahlen von 1793 bis 2020 |
| --- | ----------------------------------------- | ----------------------------------------- | ----------------------------------------- | ----------------------------------------- |
| Jahr |                                           |                                           |                                           | Einwohner                                 |
| 1793 | 1793                                      |                                           | 550                                       | 550                                       |
| 1800 | 1800                                      |                                           | 537                                       | 537                                       |
| 1806 | 1806                                      |                                           | 601                                       | 601                                       |
| 1821 | 1821                                      |                                           | 555                                       | 555                                       |
| 1831 | 1831                                      |                                           | 582                                       | 582                                       |
| 1836 | 1836                                      |                                           | 570                                       | 570                                       |
| 1841 | 1841                                      |                                           | 565                                       | 565                                       |
| 1846 | 1846                                      |                                           | 563                                       | 563                                       |
| 1851 | 1851                                      |                                           | 502                                       | 502                                       |
| 1856 | 1856                                      |                                           | 664                                       | 664                                       |
| 1861 | 1861                                      |                                           | 789                                       | 789                                       |
| 1866 | 1866                                      |                                           | 875                                       | 875                                       |
| 1872 | 1872                                      |                                           | 979                                       | 979                                       |
| 1876 | 1876                                      |                                           | 944                                       | 944                                       |
| 1881 | 1881                                      |                                           | 855                                       | 855                                       |
| 1886 | 1886                                      |                                           | 1.042                                     | 1.042                                     |
| 1891 | 1891                                      |                                           | 836                                       | 836                                       |
| 1896 | 1896                                      |                                           | 994                                       | 994                                       |
| 1901 | 1901                                      |                                           | 1.115                                     | 1.115                                     |
| 1906 | 1906                                      |                                           | 1.225                                     | 1.225                                     |
| 1911 | 1911                                      |                                           | 1.240                                     | 1.240                                     |
| 1921 | 1921                                      |                                           | 1.253                                     | 1.253                                     |
| 1926 | 1926                                      |                                           | 1.527                                     | 1.527                                     |
| 1931 | 1931                                      |                                           | 1.682                                     | 1.682                                     |
| 1936 | 1936                                      |                                           | 1.623                                     | 1.623                                     |
| 1946 | 1946                                      |                                           | 1.501                                     | 1.501                                     |
| 1954 | 1954                                      |                                           | 1.675                                     | 1.675                                     |
| 1962 | 1962                                      |                                           | 1.910                                     | 1.910                                     |
| 1968 | 1968                                      |                                           | 2.122                                     | 2.122                                     |
| 1975 | 1975                                      |                                           | 2.150                                     | 2.150                                     |
| 1982 | 1982                                      |                                           | 2.625                                     | 2.625                                     |
| 1990 | 1990                                      |                                           | 2.988                                     | 2.988                                     |
| 1999 | 1999                                      |                                           | 3.300                                     | 3.300                                     |
| 2006 | 2006                                      |                                           | 3.608                                     | 3.608                                     |
| 2013 | 2013                                      |                                           | 3.553                                     | 3.553                                     |
| 2020 | 2020                                      |                                           | 3.525                                     | 3.525                                     |
| Quelle(n): EHESS/Cassini bis 1999, INSEE ab 2006 Anmerkung(en): Ab 1962 offizielle Zahlen ohne Einwohner mit Zweitwohnsitz |                                           |                                           |                                           |                                           |

## Sehenswürdigkeiten
- Die Kirche Saint-Denis ist seit 1927 als Monument historique eingeschrieben.[7] Ihre Gründung geht auf die Merowingerzeit zurück, und ihr Name wurde ihr wahrscheinlich von der Abtei Saint-Denis gegeben, die der Lehnsherr des Dorfes war. Die Seelsorge wurde jedoch durch das Priorat Sainte-Madeleine de Bornel ausgeübt, das der Abtei Vézelay unterstand. Der älteste Teil der heutigen Kirche ist der hintere Teil des Chores, der im romanischen Stil gehalten ist und aus dem Ende der 1140er Jahre stammt. Der halbkreisförmige Grundriss der südlichen Seitenkapelle lässt sich auf eine mögliche romanische Apsidiole reduzieren. Im letzten Viertel des 12. Jahrhunderts wurde nördlich des Chores ein gotisches Seitenschiff angebaut. Die großen Arkaden des ungewölbten Kirchenschiffs wurden gleich zu Beginn des 13. Jahrhunderts erbaut. Während des Hundertjährigen Krieges erlitt die Kirche offenbar erhebliche Zerstörungen, denn Ende des 15. Jahrhunderts wurde sie größtenteils in einem flamboyant, eher rustikalen Stil wieder aufgebaut. Schließlich wurden im 17. oder 18. Jahrhundert die Pfeiler des Glockenturms übernommen und das Südschiff umgestaltet. Dadurch sind die östlichen Gebäudeteile sehr heterogen und vier Epochen koexistieren dort. Nur ein Gewölbe ist romanisch; die anderen sieben sind im Flamboyantsteil.[8]
- Das Schloss Le Ménillet datiert aus der Mitte des 19. Jahrhunderts